# جون بيل (سياسي أمريكي)
جون بيل (بالإنجليزية: John Bell)‏ هو سياسي أمريكي، ولد في 29 يناير 1963 في كنتاكي في الولايات المتحدة. حزبياً، نشط في الحزب الديمقراطي.